# No em cridis que no et veig
No em cridis que no et veig (títol original: See No Evil, Hear No Evil) és una pel·lícula nord-americana dirigida per Arthur Hiller el 1989. Ha estat doblada i subtitulada al català.

## Argument
Un home ha estat assassinat. Dos testimonis han presenciat l'escena. Un cec que ha sentit l'assassí i un sord que l'ha vist.
Encara que la policia no presta gran atenció al seu testimoniatge, els homicides no volen deixar-los cap oportunitat. I els dos homes estan sols per salvar la seva vida.

## Repartiment
- Richard Pryor: Wallace 'Wally' Karue
- Gene Wilder: Dave Lyons
- Joan Severance: Eve
- Kevin Spacey: Kirgo
- Alan North: Braddock
- Kristen Childs: Adele
- Louis Giambalvo: Gatlin
- Anthony Zerbe: Sutherland
- John Capodice: Scotto
- Lauren Tom: Mitzie
- George Bartenieff: Huddelston
- Alexandra Neil: Sally
- Tonya Pinkins: Leslie
- Bernie Mc Inerney: Dr. Cornfeld

## Crítica
- "Només per a fans del duo[4]